# Primeira Cruzada
A Primeira Cruzada (1096–1099) foi a primeira de uma série de guerras religiosas, ou Cruzadas, iniciadas, apoiadas e às vezes dirigidas pela Igreja Católica no período medieval. O objetivo era recuperar a Terra Santa do domínio islâmico. Embora Jerusalém tenha estado sob domínio muçulmano por centenas de anos, no século XI, a conquista da região pelos seljúcidas ameaçou as populações cristãs locais, as peregrinações do Ocidente e o próprio Império Bizantino. A primeira iniciativa da Primeira Cruzada começou em 1095, quando o imperador bizantino Aleixo I Comneno solicitou apoio militar do Concílio de Placência no conflito do império com os turcos liderados pelos seljúcidas. Isso foi seguido no final do ano pelo Concílio de Clermont, durante o qual o papa Urbano II apoiou o pedido bizantino de ajuda militar e também exortou os cristãos fiéis a empreender uma peregrinação armada a Jerusalém.
Este apelo foi recebido com uma resposta popular entusiástica em todas as classes sociais na Europa Ocidental. Multidões de cristãos predominantemente pobres na casa dos milhares, liderados por Pedro, o Eremita, um padre francês, foram os primeiros a responder. O que ficou conhecido como a Cruzada Popular passou pelo Sacro Império Romano-Germânico (na atual Alemanha e se entregou a uma ampla gama de atividades antijudaicas, incluindo os massacres da Renânia. Ao deixar o território controlado pelos bizantinos na Anatólia, foram aniquilados em uma emboscada turca liderada pelo seljúcida Quilije Arslã I na Batalha de Cibotos em outubro de 1096.
No que ficou conhecido como a Cruzada dos Príncipes, membros da alta nobreza e seus seguidores embarcaram no final do verão de 1096 e chegaram a Constantinopla entre novembro e abril do ano seguinte. Esta foi uma grande hoste feudal liderada por notáveis príncipes da Europa Ocidental: forças do sul da França sob Raimundo IV de Tolosa e Ademar de Monteil; homens da Alta e da Baixa Lorena liderados por Godofredo de Bulhão e seu irmão Balduíno de Bolonha; Forças ítalo-normandas lideradas por Boemundo de Tarento e seu sobrinho Tancredo; bem como vários contingentes consistindo de forças flamengas e do norte da França sob Roberto II da Normandia, Estêvão II de Blois, Hugo I de Vermandois e Roberto II de Flandres. No total, e incluindo não combatentes, as forças são estimadas em cerca de 100 000.
Os cruzados marcharam para a Anatólia. Com a ausência de Quilije Arslã, um ataque franco e um assalto naval bizantino durante o Cerco de Niceia em junho de 1097 resultaram em uma vitória inicial dos cruzados. Em julho, venceram a Batalha de Dorileia, lutando contra arqueiros montados turcos com armaduras leves. Em seguida, marcharam pela Anatólia, sofrendo baixas de fome, sede e doenças. O decisivo e sangrento Cerco de Antioquia foi travado no início em 1097 e a cidade foi capturada em junho de 1098. Jerusalém foi alcançada em junho de 1099 e o  cerco resultou na cidade sendo tomada por assalto de 7 de junho a 15 de julho de 1099, durante o qual seus defensores foram cruelmente massacrados. O Reino de Jerusalém foi estabelecido como um Estado secular sob o governo de Godofredo de Bulhão, que evitou o título de "rei". Um contra-ataque foi repelido naquele ano na Batalha de Ascalão, encerrando a Primeira Cruzada. Depois disso, a maioria dos cruzados voltou para casa.
Quatro Estados cruzados foram estabelecidos na Terra Santa. Além do Reino de Jerusalém, eram o Condado de Edessa, o Principado de Antioquia e o Condado de Trípoli. A presença dos cruzados permaneceu na região de alguma forma até o Cerco de Acre em 1291. Isso resultou na perda da última grande fortaleza cruzada, levando à rápida perda de todo o território remanescente no Levante. Depois disso, não houve mais tentativas substantivas de recuperar a Terra Santa.

## Contexto histórico
O Cristianismo e o Islã estiveram em conflito desde a fundação deste último no século VII. Já em 638, seis anos após a morte do profeta Maomé, os muçulmanos começaram a ocupar o Levante, incluindo Jerusalém, e décadas depois desembarcaram na Península Ibérica. No século XI, o controle islâmico da Península foi gradualmente erodido pela Reconquista, enquanto a situação na Terra Santa se deteriorava. O Califado Fatímida, que desde 969 governava o Norte da África e partes da Ásia Ocidental, inclusive Jerusalém, Damasco e porções da costa do Mediterrâneo, estava em relativa paz com o oeste. Mas tudo mudou em 1071, com a derrota do Império Bizantino na Batalha de Manzicerta e a perda de Jerusalém ao Império Seljúcida dois anos depois.
Embora as causas do conflito sejam variadas e continuem a ser debatidas, está claro que a Primeira Cruzada surgiu de uma combinação de fatores no início do século XI na Europa e no Oriente Próximo. Na Europa Ocidental, Jerusalém era cada vez mais vista como digna de peregrinações penitenciais. E enquanto o domínio seljúcida sobre Jerusalém era fraco (o império mais tarde perdeu a cidade aos fatímidas), os peregrinos que retornavam relataram dificuldades e a opressão dos cristãos. Por sua vez, a necessidade bizantina de apoio militar coincidiu com um aumento na disposição da classe guerreira da Europa Ocidental em aceitar o comando militar papal.

### Situação na Europa
Por volta do século XI, a população da Europa havia aumentado muito à medida que as inovações tecnológicas e agrícolas permitiram que o comércio prosperasse. A Igreja Católica continuou sendo a influência dominante na civilização ocidental, embora precisasse urgentemente de reforma. A sociedade era organizada pela senhoria e feudalismo, estruturas políticas pelas quais cavaleiros e outros nobres deviam serviço militar a seus senhores em troca do direito de alugar terras e solares. No período de 1050 a 1080, o movimento da Reforma Gregoriana desenvolveu políticas cada vez mais assertivas, ansiosas por aumentar seu poder e influência. Isso gerou conflito com os cristãos orientais, enraizado na doutrina da supremacia papal. A Igreja oriental via o papa como apenas um dos cinco patriarcas da Igreja, ao lado dos Patriarcados de Alexandria, Antioquia, Constantinopla e Jerusalém. Em 1054, diferenças de costumes, crenças e práticas estimularam o papa Leão IX a enviar uma missão diplomática ao Patriarca de Constantinopla, que terminou em excomunhão mútua no chamado Grande Cisma do Oriente.
Os primeiros cristãos estavam acostumados a usar violência para fins comunitários. Uma teologia cristã da guerra evoluiu inevitavelmente a partir do ponto em que a cidadania romana e o cristianismo se uniram. Os cidadãos eram obrigados a lutar contra os inimigos do império. Datado das obras do teólogo do século IV Agostinho de Hipona, desenvolveu-se uma doutrina da guerra santa. Agostinho escreveu que uma guerra agressiva era pecaminosa, mas poderia ser racionalizada se proclamada por uma autoridade legítima como um rei ou bispo, se era defensiva ou para a recuperação de terras e não envolvia violência excessiva. O colapso do Império Carolíngio na Europa Ocidental criou uma casta de guerreiros que agora tinha pouco a fazer a não ser lutar entre si. Atos violentos eram comumente usados para resolução de disputas, e o papado tentou mitigá-los.
O papa Alexandre II desenvolveu sistemas de recrutamento por meio de juramentos para recursos militares que Gregório VII estendeu ainda mais pela Europa. Estes foram implantados pela Igreja nos conflitos cristãos com os muçulmanos na Península Ibérica e para a conquista normanda da Sicília. Gregório VII foi além em 1074, planejando uma demonstração de poder militar para reforçar o princípio da soberania papal em uma guerra santa apoiando o Império Bizantino contra os seljúcidas, mas foi incapaz de construir apoio para isso. O teólogo Anselmo de Luca deu o passo decisivo em direção a uma ideologia cruzada autêntica, afirmando que lutar com propósitos legítimos pode resultar na remissão dos pecados.
Na Península Ibérica não havia um governo cristão significativo. Os reinos cristãos de Leão, Navarra e Catalunha careciam de uma identidade comum e compartilhavam uma história baseada na tribo ou etnia, então frequentemente se uniram e se dividiram durante os séculos XI e XII. Embora pequenos, todos desenvolveram uma técnica militar aristocrática e em 1031 a desintegração do Califado de Córdova no sul da Espanha criou a oportunidade para os ganhos territoriais que mais tarde ficaram conhecidos como a Reconquista. Em 1063, Guilherme VIII da Aquitânia liderou uma força combinada de cavaleiros franceses, aragoneses e catalães para tomar a cidade de Barbastro, que estava em mãos muçulmanas desde 711. Isso teve o total apoio de Alexandre II, e uma trégua foi declarada em Catalunha com indulgências concedidas aos participantes. Foi uma guerra santa, mas diferiu da Primeira Cruzada por não haver peregrinação, voto e autorização formal da igreja. Pouco antes da Primeira Cruzada, Urbano II encorajou os cristãos ibéricos a tomar Tarragona, usando muito do mesmo simbolismo e retórica que mais tarde foi usado para pregar a cruzada ao povo da Península.
Os ítalo-normandos tiveram sucesso em tomar grande parte do sul da Itália e da Sicília dos bizantinos e árabes do norte da África nas décadas anteriores à Primeira Cruzada. Isso os colocou em conflito com o papado, levando a uma campanha contra eles pelo papa Leão IX, que derrotaram em Civitate, embora quando invadiram a Sicília muçulmana em 1059 o fizeram sob uma bandeira papal: o Estandarte de São Pedro (Invexillum sancti Petrior). Roberto Guiscardo capturou a cidade bizantina de Bari em 1071 e fez campanha ao longo da costa oriental do Adriático em torno de Dirráquio em 1081 e 1085.

### Situação no Oriente
Desde a sua fundação, o Império Bizantino foi um centro histórico de riqueza, cultura e poder militar. Sob Basílio II (r. 976–1025), a recuperação territorial do império atingiu seu ponto máximo em 1025. Suas fronteiras se estendiam a leste até o Azerbaijão, a Bulgária e grande parte do sul da Itália e a pirataria no mar Mediterrâneo havia sido suprimida. As relações com os vizinhos islâmicos não eram mais conflituosas do que as relações com os eslavos ou cristãos ocidentais. Normandos na Itália; pechenegues, sérvios e cumanos ao norte; e os turcos seljúcidas do leste competiam com o império e, para enfrentar esses desafios, os imperadores recrutavam mercenários, mesmo ocasionalmente de seus inimigos.
O mundo islâmico também teve grande sucesso desde sua fundação no século VII, com grandes mudanças por vir. As primeiras ondas de migração turca para o Oriente Médio ocorreram no século IX. O status quo na Ásia Ocidental foi desafiado por ondas posteriores de migração, particularmente a chegada dos seljúcidas no século X. Estes eram um clã governante menor da Transoxiana. Se converteram ao Islã e migraram para o Irã em busca de fortuna. Nas duas décadas seguintes, conquistaram o Irã, o Iraque e o Oriente Próximo. Os seljúcidas e seus seguidores eram muçulmanos sunitas, o que levou a um conflito na Palestina e na Síria com o xiita Califado Fatímida. Os seljúcidas eram nômades de língua turca e ocasionalmente xamanistas, ao contrário de seus sedentários súditos de língua árabe. Essa foi uma diferença que enfraqueceu as estruturas de poder quando combinada com a governança habitual do território dos seljúcidas, baseada na preferência política e na competição entre príncipes independentes, em vez da geografia. O imperador bizantino Romano IV Diógenes tentou suprimir seus ataques esporádicos, mas foi derrotado na Batalha de Manzicerta em 1071, a única vez na história em que um imperador se tornou prisioneiro de um comandante muçulmano. O resultado dessa derrota desastrosa foi a perda de boa parte da Anatólia, que era o núcleo do Império Bizantino, e que foi uma das causas básicas da Primeira Cruzada.
A partir de 1092, o status quo no Oriente Médio se desintegrou após a morte do vizir e governante efetivo do Império Seljúcida, Nizã Almulque. Isso foi seguido de perto pelas mortes do sultão Maleque Xá I (r. 1072–1092) e do califa Almostazir (r. 1036–1094). Assolado por confusão e divisão, o mundo islâmico desconsiderou o mundo além, de modo que, quando a Primeira Cruzada chegou, foi uma surpresa. Maleque Xá foi sucedido no Sultanato de Rum da Anatólia por Quilije Arslã I (r. 1092–1107), e na Síria por seu irmão Tutuxe I (r. 1078–1095). Quando Tutuxe morreu em 1095, seus filhos Raduano e Ducaque herdaram Alepo e Damasco respectivamente, dividindo ainda mais a Síria entre emires antagônicos entre si, bem como Querboga, o atabegue de Moçul. O Egito e grande parte da Palestina eram controlados pelos fatímidas. Os fatímidas, sob o governo nominal do califa Almostali (r. 1094–1101), mas na verdade controlados por seu vizir Lavendálio, perderam Jerusalém para os seljúcidas em 1073, mas conseguiram recapturar a cidade em 1098 dos artúquidas, uma tribo turca menor associada com os seljúcidas, pouco antes da chegada dos cruzados.

## Concílio de Clermont

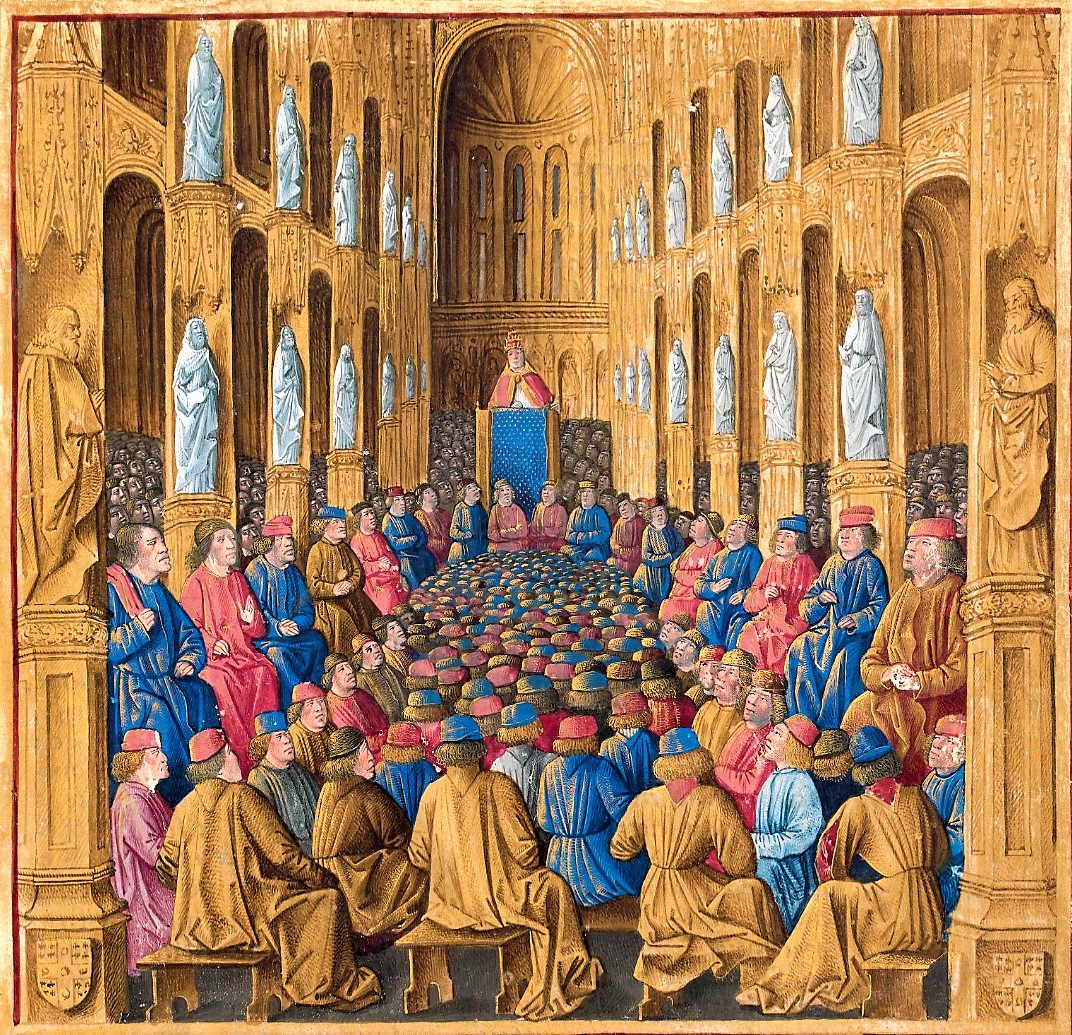
Iluminura do Concílio de Clermont no Livre des Passages d'Outre-mer, c. 1490 (Biblioteca Nacional de França)

Os principais impulsos eclesiásticos por trás da Primeira Cruzada foram o Concílio de Placência e o subsequente Concílio de Clermont, ambos celebrados em 1095 pelo papa Urbano II, e resultaram na mobilização da Europa Ocidental para ir à Terra Santa. O imperador bizantino Aleixo I Comneno, preocupado com os avanços dos seljúcidas após a Batalha de Manzicerta de 1071, que haviam alcançado o oeste como Niceia, enviou emissários ao Concílio de Placência em março de 1095 para pedir ajuda de Urbano II contra os invasores. Urbano respondeu favoravelmente, talvez esperando curar o Grande Cisma de quarenta anos antes, e reunir a Igreja sob o primado papal, ajudando as igrejas orientais em seus tempos de necessidade. Aleixo e Urbano haviam mantido contato próximo em 1089 e depois, e discutiram abertamente a perspectiva da (re)união da Igreja Cristã. Houve sinais de cooperação considerável entre Roma e Constantinopla nos anos imediatamente anteriores à cruzada.
Em julho de 1095, Urbano voltou-se para sua terra natal, a França, a fim de recrutar homens para a expedição. Suas viagens culminaram no Concílio de Clermont de dez dias, onde em 27 de novembro deu um sermão apaixonado para uma grande audiência de nobres e clérigos franceses. Existem cinco versões do discurso registradas por pessoas que podem ter estado no concílio (Baldrico de Dol, Guiberto de Nogent, Roberto, o Monge e Fulquério de Chartres) ou que fizeram cruzada (Fulquério e o autor anônimo da Gesta Francorum), bem como outras versões encontradas nas obras de historiadores posteriores (como Guilherme de Malmesbury e Guilherme de Tiro). Todas essas versões foram escritas depois que Jerusalém foi capturada. Portanto, é difícil saber o que foi realmente dito e o que foi recriado após a cruzada bem-sucedida. Os únicos registros contemporâneos são algumas cartas escritas por Urbano em 1095. Também se pensa que pode ter pregado a Cruzada em Placência, mas o único registro disso é por Bernoldo de São Blasien em sua Crônica.
As cinco versões do discurso diferem amplamente umas das outras no que diz respeito às particulares ditas, mas todas as versões, exceto a da Gesta Francorum, concordam que Urbano falou sobre a violência da sociedade europeia e a necessidade de manter a Paz de Deus; sobre ajudar os gregos, que haviam pedido ajuda; sobre os crimes cometidos contra cristãos no leste; e sobre um novo tipo de guerra, uma peregrinação armada e de recompensas no céu, onde a remissão dos pecados era oferecida a qualquer um que morresse no empreendimento. Nem todos mencionam especificamente Jerusalém como o objetivo final. No entanto, tem sido argumentado que a pregação subsequente de Urbano revela que esperava que a expedição chegasse a Jerusalém o tempo todo. De acordo com uma versão do discurso, a multidão entusiasmada respondeu com gritos de "Deus lo vult!", "Deus o quer!".

## Cruzada Popular

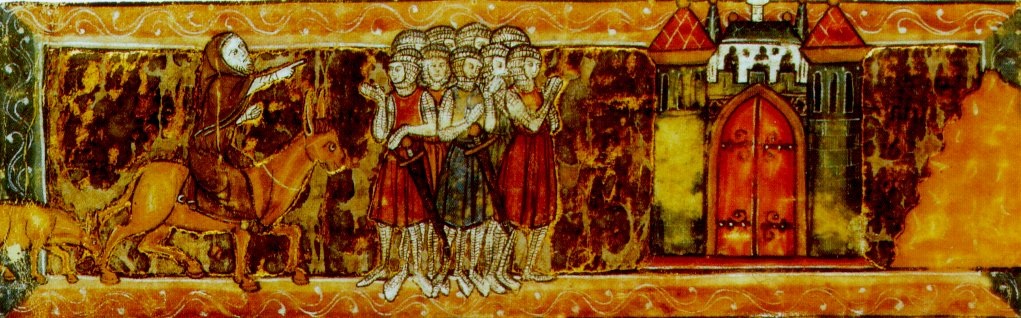
Pedro o Eremita mostra o caminho de Jerusalém aos cruzados (Iluminura francesa de c. 1270)

Os grandes nobres franceses e seus exércitos treinados de cavaleiros não foram os primeiros a empreender a jornada em direção a Jerusalém. Urbano havia planejado a partida da primeira cruzada para 15 de agosto de 1096, a festa da Assunção, mas meses antes disso, vários exércitos inesperados de camponeses e pequenos nobres partiram para Jerusalém por conta própria, liderados por um padre carismático chamado Pedro, o Eremita. Pedro foi o mais bem-sucedido dos pregadores da mensagem de Urbano e desenvolveu um entusiasmo quase histérico entre seus seguidores, embora provavelmente não fosse um pregador "oficial" sancionado por Urbano em Clermont. É comumente acreditado que os seguidores de Pedro consistiam inteiramente em um grande grupo de camponeses não treinados e analfabetos que nem sabiam onde ficava Jerusalém, mas também havia muitos cavaleiros entre os camponeses, incluindo Gualtério Sem-Haveres, que era tenente de Pedro e liderava uma exército separado.
Sem disciplina militar, no que provavelmente parecia aos participantes uma terra estranha (Europa Oriental), o exército incipiente de Pedro rapidamente se viu em apuros, apesar do fato de ainda estarem em território cristão. O exército liderado por Gualtério lutou com os húngaros por comida em Belgrado, mas chegou ileso a Constantinopla. Enquanto isso, o exército liderado por Pedro, que marchou separadamente, também lutou com os húngaros e pode ter capturado Belgrado. Em Nis, o governador bizantino tentou fornecê-los, mas Pedro tinha pouco controle sobre seus seguidores e as tropas bizantinas foram necessárias para conter seus ataques. Pedro chegou a Constantinopla em agosto, onde seu exército se juntou ao comandado por Gualtério, que já havia chegado, bem como grupos separados de cruzados da França, Sacro Império e Itália. Outro exército de boêmios e saxões não conseguiu passar pela Hungria antes de se dividir.

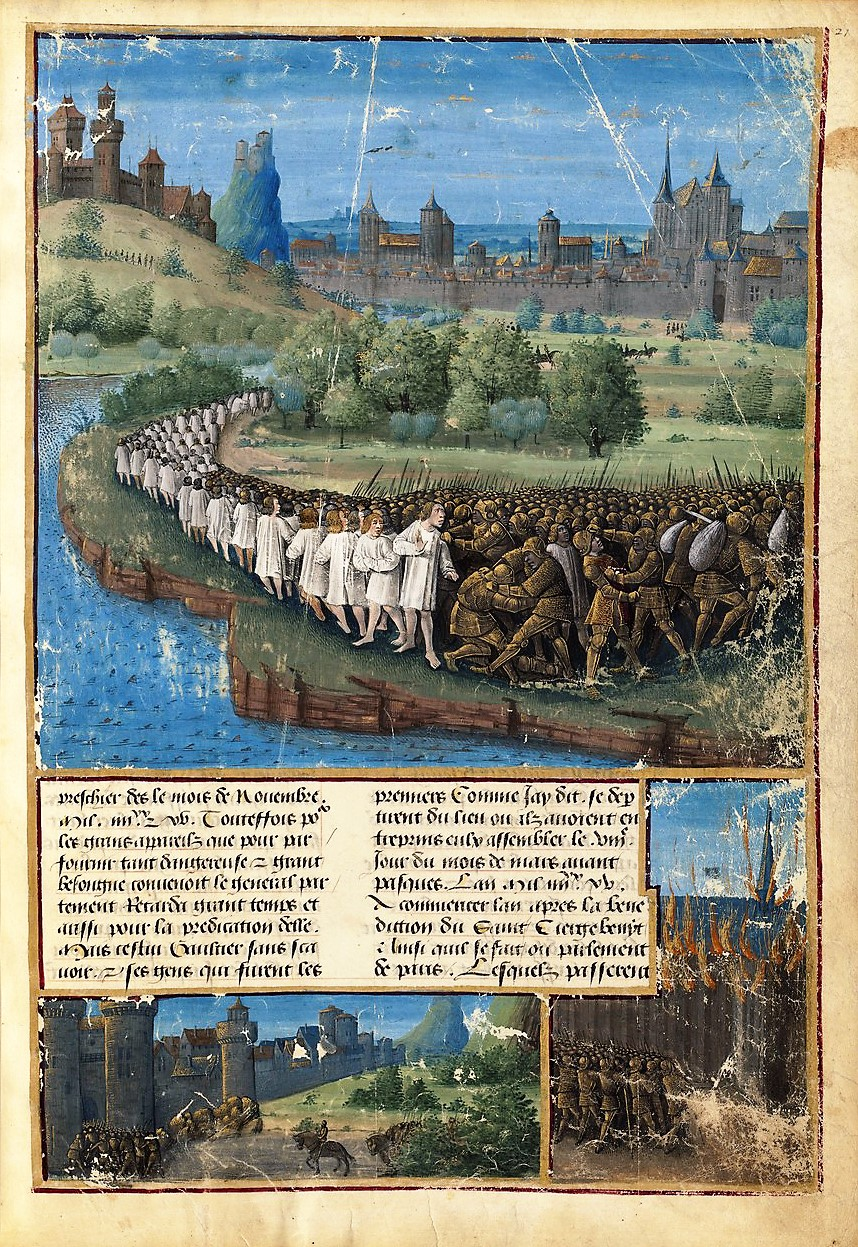
Iluminura do massacre dos peregrinos da Cruzada Popular na Anatólia

A turba rebelde de Pedro e Gualtério começou a pilhar fora da cidade em busca de suprimentos e comida, o que levou Aleixo a transportar apressadamente a multidão para o outro lado do Bósforo uma semana depois. Depois de cruzar à Anatólia, os cruzados se dividiram e começaram a pilhar o campo, vagando pelo território seljúcida ao redor de Niceia. Os turcos muito mais experientes massacraram a maior parte deste grupo. Alguns cruzados italianos e germânicos foram derrotados em Xerigordo no final de agosto. Enquanto isso, os seguidores de Gualtério e Pedro, que, embora em sua maioria sem treinamento na batalha, mas liderados por cerca de 50 cavaleiros, lutaram contra os turcos na Batalha de Cibotos em outubro de 1096. Os arqueiros turcos destruíram o exército dos cruzados, e Gualtério estava entre os mortos. Pedro, que estava ausente em Constantinopla na época, mais tarde se juntou à segunda onda de cruzados, junto com os poucos sobreviventes de Cibotos.
Em nível local, a pregação da Primeira Cruzada deu início aos massacres da Renânia perpetrados contra os judeus. No final de 1095 e início de 1096, meses antes da partida da cruzada oficial em agosto, houve ataques a comunidades judaicas na França e no Sacro Império. Em maio de 1096, Emicão de Flonheim (às vezes incorretamente conhecido como Emicão de Leiningen) atacou os judeus em Espira e Worms. Outros cruzados não oficiais da Suábia, liderados por Hartmann de Dillingen, juntamente com voluntários franceses, ingleses, lorenos e flamengos, liderados por Drogo de Nesle e Guilherme, o Carpinteiro, bem como muitos habitantes locais, juntaram-se a Emicão na destruição da comunidade judaica de Mogúncia no final de maio. Em Mogúncia, uma judia matou seus filhos em vez de permitir que os cruzados os matassem. O rabino-chefe Calônimo ben Mexulã cometeu suicídio antes de ser morto. Parte dos correligionários de Emicão então foram para Colônia, e outros continuaram para Tréveris, Métis e outras cidades. Pedro, o Eremita, também pode ter se envolvido na violência contra os judeus, e um exército liderado por um sacerdote chamado Folcmar atacou os judeus mais a leste na Boêmia.
Colomano da Hungria teve que lidar com os problemas que os exércitos da Primeira Cruzada causaram durante sua marcha através de seu país em direção à Terra Santa em 1096. Esmagou duas hordas de cruzados que estavam pilhando o reino. O exército de Emicão finalmente continuou na Hungria, mas também foi derrotado por Colomano, ponto em que os seguidores de Emicão se dispersaram. Alguns eventualmente se juntaram aos exércitos principais, embora o próprio Emicão tenha voltado para casa. Muitos dos agressores parecem ter querido forçar os judeus a se converterem, embora também estivessem interessados em obter dinheiro deles. A violência física contra os judeus nunca fez parte da política oficial da hierarquia da Igreja para as cruzadas, e os bispos cristãos, especialmente o arcebispo de Colônia, fizeram o possível para protegê-los. Uma década antes, o bispo de Espira havia tomado a iniciativa de fornecer aos judeus daquela cidade um gueto murado para protegê-los da violência cristã e deu a seus rabinos chefes o controle das questões judiciais no bairro. No entanto, alguns também recebiam dinheiro em troca de sua proteção. Os ataques podem ter se originado na crença de que judeus e muçulmanos eram igualmente inimigos de Cristo, e os inimigos deveriam ser combatidos ou convertidos ao cristianismo.

## De Clermont a Constantinopla
Os quatro principais exércitos de cruzados deixaram a Europa por volta da hora marcada em agosto de 1096. Tomaram rotas diferentes para Constantinopla, alguns através da Europa Oriental e dos Bálcãs, alguns cruzando o mar Adriático. Colomano da Hungria permitiu que Godofredo e suas tropas cruzassem a Hungria somente depois que seu irmão, Balduído, foi oferecido como refém para garantir a boa conduta de suas tropas.

### Recrutamento

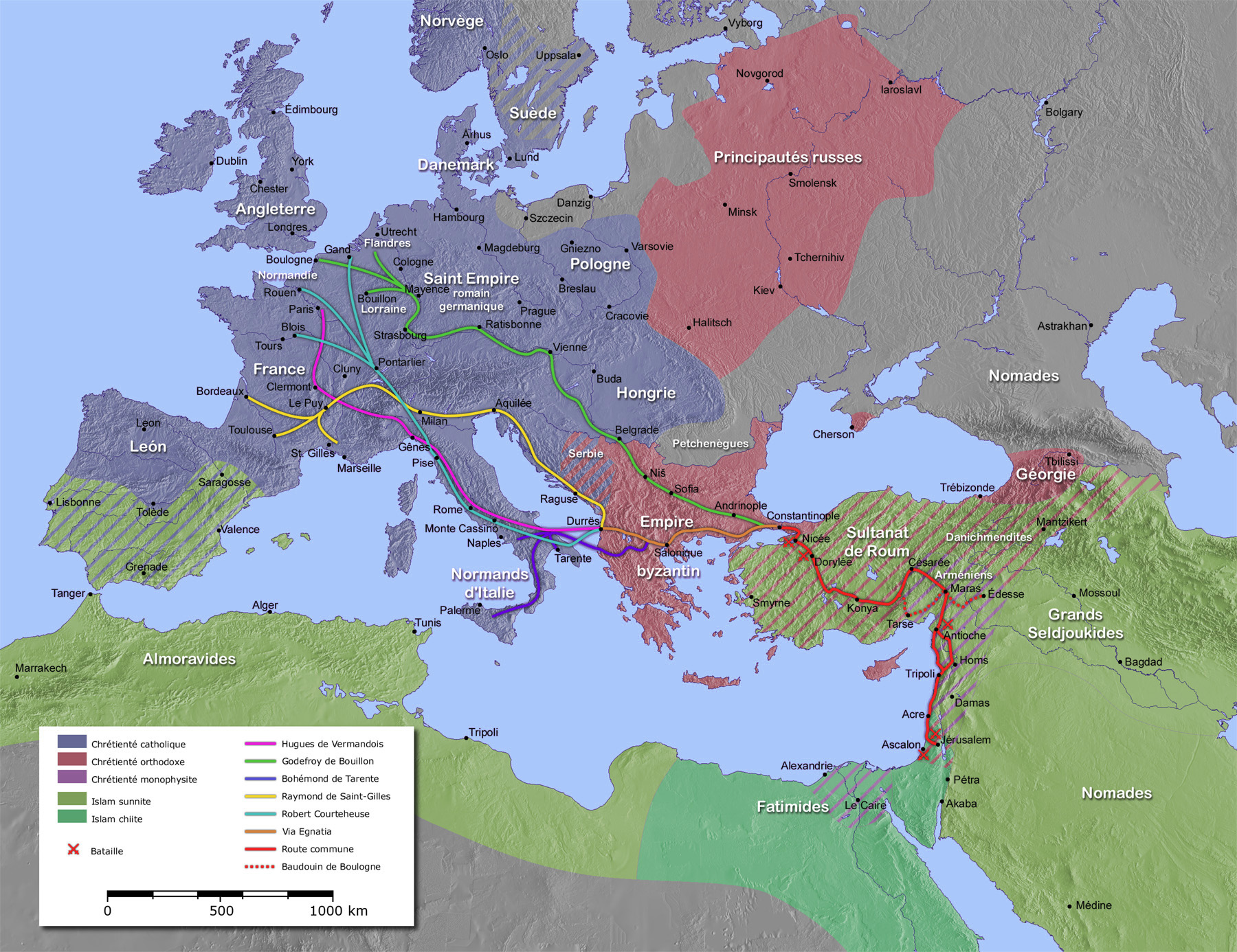
Rotas dos líderes da Cruzada dos Nobres

O recrutamento para uma empresa tão grande era continental. As estimativas quanto ao tamanho dos exércitos foram de 70 000 a 80 000 no número de pessoas que deixaram a Europa Ocidental no ano seguinte a Clermont, e mais se juntaram no período de três anos. Runciman propôs que houve de 7 a 10 mil cavaleiros; 35 a 50 mil infantes; e incluindo não-combatentes, um total de 60 a 100 mil. Outras estimativas totalizam 30 a 35 mil guerreiros, dos quais 5 mil eram cavaleiros. Qualquer que seja a cifra, é fato que o discurso de Urbano foi bem planejado. Havia discutido a cruzada com Ademar de Monteil e o conde Raimundo IV de Tolosa, e imediatamente a expedição teve o apoio de dois dos líderes mais importantes do sul da França. O próprio Ademar esteve presente no concílio e foi o primeiro a "levar a cruz". Durante o resto de 1095 e em 1096, Urbano espalhou a mensagem por toda a França e exortou seus bispos e legados a pregar em suas próprias dioceses em outras partes da França, Sacro Império e Itália. No entanto, é claro que a resposta ao discurso foi muito maior do que até mesmo o papa, quanto mais Aleixo, esperava. Em sua viagem pela França, tentou proibir certas pessoas (incluindo mulheres, monges e doentes) de se juntar à cruzada, mas achou isso quase impossível. No final das contas, a maioria dos que aceitaram o chamado não eram cavaleiros, mas camponeses que não eram ricos e tinham poucas habilidades de luta, em uma manifestação de uma nova piedade emocional e pessoal que não era facilmente aproveitada pelos eclesiásticos e aristocratas leigos. Normalmente, a pregação terminava com cada voluntário fazendo um voto de completar uma peregrinação à Igreja do Santo Sepulcro; também receberam uma cruz, geralmente costurada em suas roupas.

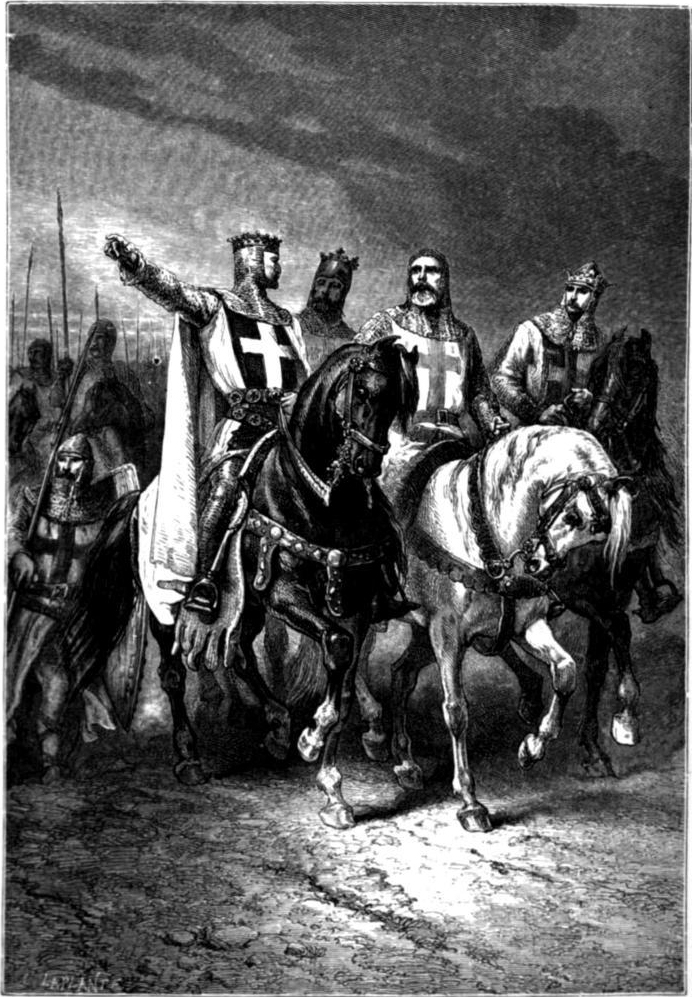
Os líderes da Primeira Cruzada segundo Alphonse Marie de Neuville (1883)

É difícil avaliar os motivos dos milhares de participantes para os quais não há registro histórico, ou mesmo os de cavaleiros importantes, cujas histórias eram geralmente recontadas por monges ou clérigos. Como o mundo secular medieval estava profundamente enraizado no mundo espiritual da Igreja, é bem provável que a piedade pessoal tenha sido um fator importante para muitos cruzados. Mesmo com esse entusiasmo popular, Urbano foi garantido que haveria um exército de cavaleiros, oriundo da aristocracia francesa. Além de Ademar e Raimundo, outros líderes que recrutou ao longo de 1096 incluíam Boemundo de Tarento, um aliado do sul da Itália dos papas reformistas; O sobrinho de Boemundo, Tancredo; Godofredo de Bulhão, que havia sido anteriormente um aliado antirreforma do sacro imperador romano-germânico; seu irmão Balduíno de Bolonha; Hugo I de Vermandois, irmão do excomungado Filipe I da França; Roberto II da Normandia, irmão de Guilherme II da Inglaterra; e seus parentes Estêvão II de Blois, e Roberto II de Flandres. Os cruzados representavam o norte e o sul da França, Flandres, Sacro Império e sul da Itália, e assim foram divididos em quatro exércitos separados que nem sempre foram cooperativos, embora estivessem unidos por seu objetivo final comum.
A cruzada foi liderada por alguns dos nobres mais poderosos da França, muitos dos quais deixaram tudo para trás, e era comum que famílias inteiras fizessem a cruzada às suas próprias custas. Por exemplo, Roberto II da Normandia emprestou o Ducado da Normandia a seu irmão Guilherme II da Inglaterra e Godofredo vendeu ou hipotecou sua propriedade à Igreja. Tancredo estava preocupado com a natureza pecaminosa da guerra entre cavaleiros e estava animado para encontrar uma saída sagrada à violência. Tancred e Boemundo, bem como Godofredo, Balduíno e seu irmão mais velho Eustácio III de Bolonha, são exemplos de famílias que se cruzaram em cruzadas. Muito do entusiasmo pela cruzada foi baseado nas relações familiares, já que a maioria dos cruzados franceses eram parentes distantes. No entanto, pelo menos em alguns casos, o avanço pessoal desempenhou um papel nos motivos dos Cruzados. Por exemplo, Boemundo foi motivado pelo desejo de conquistar um território no leste e já havia feito campanha contra os bizantinos para tentar conseguir isso. A cruzada deu-lhe uma nova oportunidade, que aproveitou após o Cerco de Antioquia, tomando posse da cidade e estabelecendo o Principado de Antioquia.

### Caminho para Constantinopla
Os exércitos viajaram para Constantinopla por várias rotas, com Godofredo tomando a rota terrestre através dos Bálcãs. Raimundo de Tolosa liderou os provençais ao longo da costa da Ilíria e, em seguida, a leste de Constantinopla. Boemundo e Tancredo conduziram seus normandos por mar até Dirráquio, e de lá por terra até Constantinopla. Os exércitos chegaram a Constantinopla com pouca comida e esperavam provisões e ajuda de Aleixo. Aleixo ficou compreensivelmente desconfiado depois de suas experiências com a Cruzada Popular, e também porque os cavaleiros incluíam seu antigo inimigo normando, Boemundo, que invadiu o território bizantino em várias ocasiões com seu pai e pode até mesmo ter tentado organizar um ataque a Constantinopla enquanto acampava do lado de fora a cidade. Desta vez, Aleixo estava mais preparado para os cruzados e houve menos incidentes de violência ao longo do caminho.
Os cruzados podem ter esperado que Aleixo se tornasse seu líder, mas ele não tinha interesse em se juntar a eles e estava principalmente preocupado em transportá-los à Anatólia o mais rápido possível. Em troca de alimentos e suprimentos, pediu aos líderes que jurassem fidelidade a ele e prometessem devolver ao Império Bizantino todas as terras recuperadas dos turcos. Godofredo foi o primeiro a fazer o juramento, e quase todos os outros líderes o seguiram, embora só o tenham feito depois que a guerra quase estourou na cidade entre os cidadãos e os cruzados, que estavam ansiosos para saquear por suprimentos. Raimundo sozinho evitou fazer o juramento, e em vez disso prometeu que simplesmente não causaria nenhum dano ao império. Antes de garantir que os vários exércitos fossem transportados através do Bósforo, Aleixo aconselhou os líderes sobre a melhor forma de lidar com os exércitos seljúcidas que logo encontrariam.

## Na Anatólia

### Cerco de Niceia

Anatólia em 1097, antes do Cerco de Niceia e da Batalha de Dorileia

Os exércitos cruzaram à Anatólia durante a primeira metade de 1097, onde se juntaram a Pedro, o Eremita, e o restante de seu exército relativamente pequeno. Além disso, Aleixo também enviou dois de seus generais, Manuel Butumita e Tatício, para ajudá-los. O primeiro objetivo de sua campanha era Niceia, uma cidade que já esteve sob domínio bizantino, mas que se tornou a capital do Sultanato de Rum sob Quilije Arslã. Arslã estava fora em campanha contra o Emirado Danismêndida na Anatólia Central, e deixou para trás seu tesouro e sua família, subestimando a força desses novos cruzados.
Posteriormente, após a chegada dos cruzados, a cidade foi submetida a um longo cerco e, quando Arslã soube disso, voltou apressado para Niceia e atacou o exército dos cruzados em 16 de maio. Foi rechaçado pela força dos cruzados inesperadamente grande, com pesadas perdas sofridas em ambos os lados na batalha que se seguiu. O cerco continuou, mas os cruzados tiveram pouco sucesso, pois descobriram que não podiam bloquear o lago de Niceia, onde a cidade estava situada e do qual poderia ser abastecida. Para invadi-la, Aleixo enviou os navios dos cruzados sobre a terra em toras e, ao avistá-los, a guarnição turca finalmente se rendeu em 18 de junho.
Houve algum descontentamento entre os franceses que foram proibidos de saquear a cidade. Isso foi melhorado por Aleixo recompensando-os financeiramente. Crônicas posteriores exageram a tensão entre os gregos e os franceses, mas Estêvão de Blois, em uma carta para sua esposa Adela, confirma a boa vontade e a cooperação continuada neste ponto. A queda de Niceia é vista como um raro produto da estreita cooperação entre os cruzados e os bizantinos.

### Batalha de Dorileia

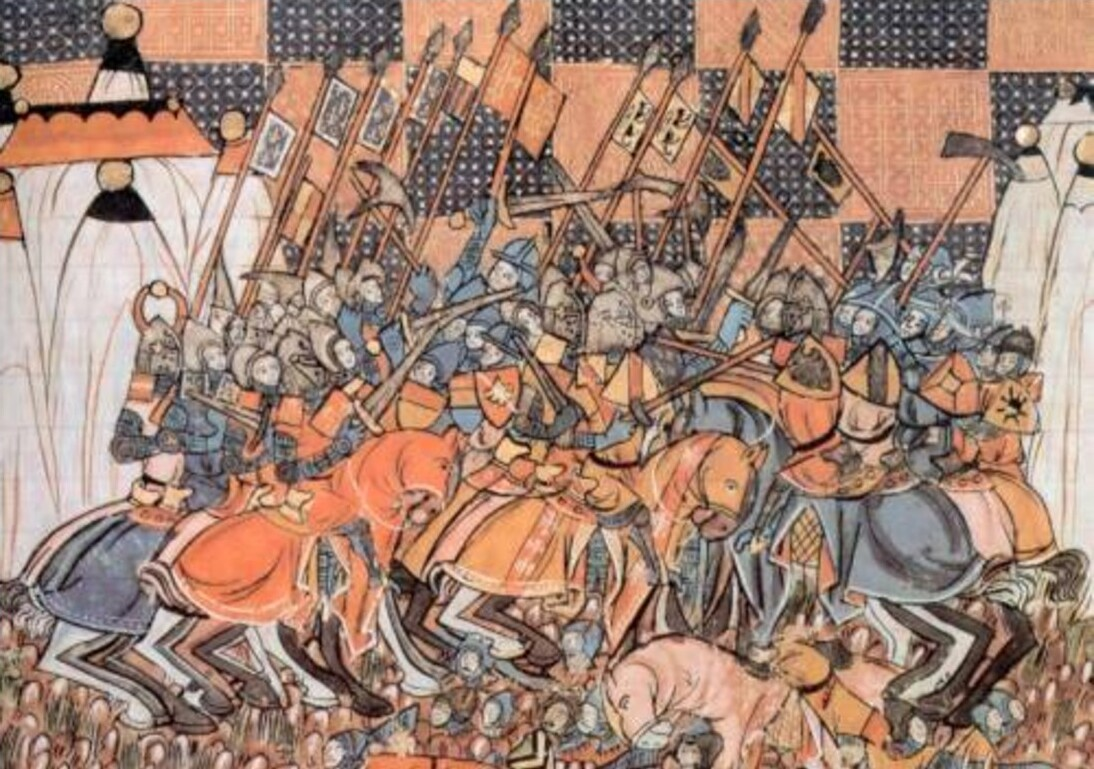
Iluminura da Batalha de Dorileia em História do Além-Mar, do século XIV

No final de junho, marcharam pela Anatólia. Foram acompanhados por algumas tropas bizantinas sob o comando de Tatício, e ainda nutriam a esperança de que Aleixo enviaria um exército bizantino completo atrás deles. Também dividiram o exército em dois grupos mais facilmente administrados — um contingente liderado pelos normandos, o outro pelos franceses. Os dois grupos pretendiam se encontrar novamente em Dorileia, mas em 1.º de julho os normandos, que haviam marchado à frente dos franceses, foram atacados por Quilije Arslã. Arslã reuniu um exército muito maior do que antes após sua derrota em Niceia, e agora cercava os normandos com seus rápidos arqueiros montados. Os normandos "posicionaram-se em uma formação defensiva coesa", cercando todo o seu equipamento e os não combatentes que os haviam seguido ao longo da jornada, e enviaram ajuda do outro grupo. Quando os franceses chegaram, Godofredo rompeu as linhas turcas e o legado Ademar flanqueava os turcos pela retaguarda. Os turcos, que esperavam destruir os normandos e não previram a rápida chegada dos franceses, fugiram em vez de enfrentar o exército combinado dos cruzados.
A marcha dos cruzados pela Anatólia não teve oposição, com eles conquistando algumas cidades como Sozópolis, Icônio (atual Cônia) e Cesareia Mázaca (atual Caiseri). Porém, a jornada foi desagradável, pois Arslã havia queimado e destruído tudo o que deixou para trás na fuga de seu exército. Era o meio do verão e os cruzados tinham muito pouca comida e água; muitos homens e cavalos morreram. Companheiros cristãos às vezes lhes davam alimentos e dinheiro de presente, mas, na maioria das vezes, simplesmente saqueavam sempre que surgia uma oportunidade. Os líderes continuaram a disputar a liderança geral, embora nenhum deles fosse poderoso o suficiente para assumir o comando por conta própria, já que Ademar sempre foi reconhecido como o líder espiritual.

### Interlúdio armênio

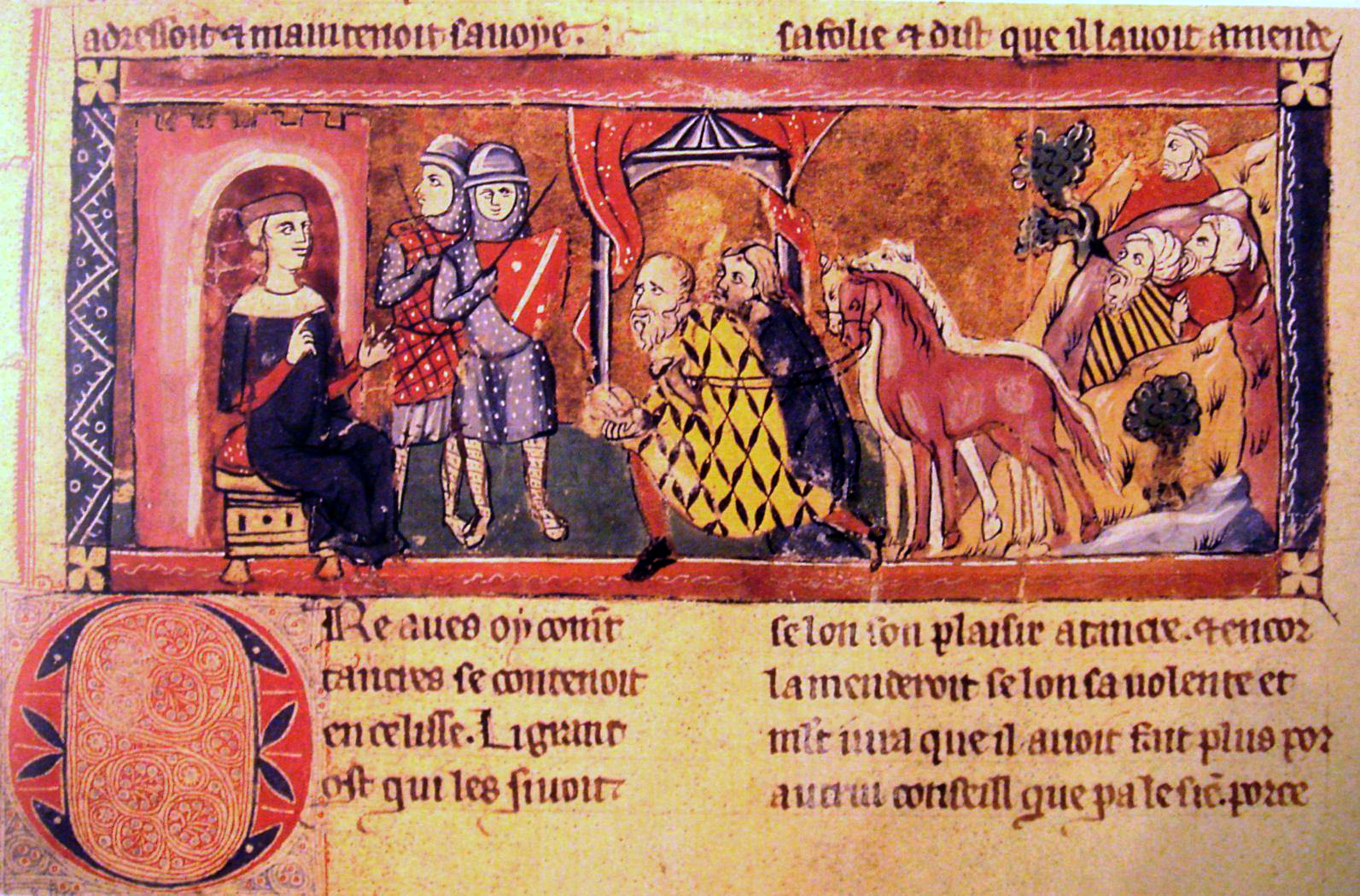
Balduíno recebendo homenagens dos armênios em Edessa segundo iluminura da obra de Guilherme de Tiro

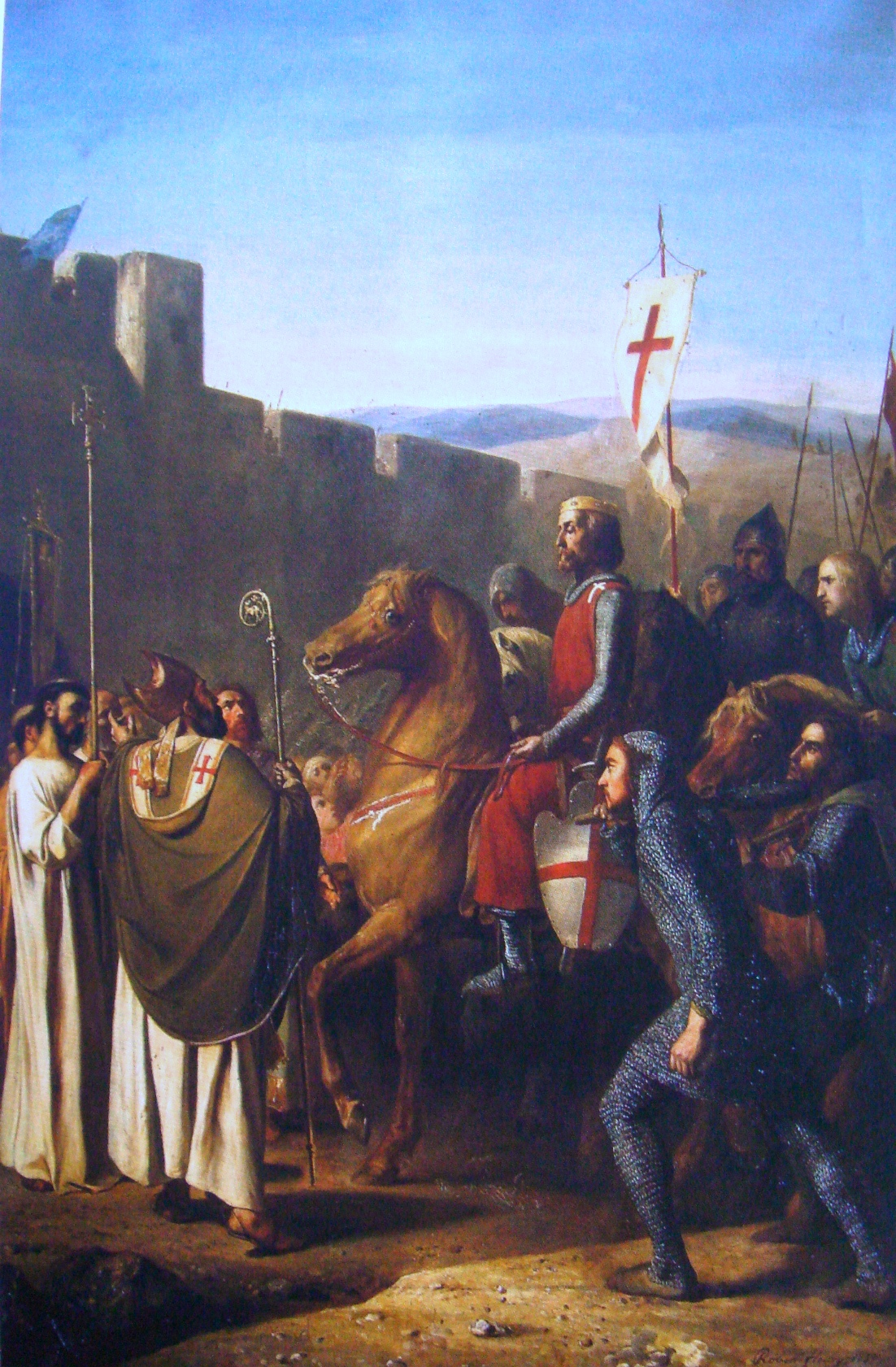
Entrada de Balduíno em Edessa em 1098 segundo pintura de J. Robert-Fleury (1840)

Depois de passar pelos Portões Cilícios, Balduíno e Tancredo se separaram do corpo principal do exército e partiram em direção às terras armênias. Balduíno desejava criar um feudo para si na Terra Santa, e, na Armênia, poderia contar com o apoio dos habitantes locais, especialmente um aventureiro chamado Pancrácio. Balduíno e Tancredo lideraram dois contingentes separados, partindo de Heracleia em 15 de setembro. Tancredo chegou primeiro a Tarso, onde persuadiu a guarnição seljúcida a hastear sua bandeira na cidadela. Balduíno chegou no dia seguinte e, em uma reversão, os turcos permitiram que tomasse posse de duas torres. Em grande desvantagem numérica, Tancredo decidiu não lutar pela cidade. Pouco depois, um grupo de cavaleiros normandos chegou, mas Balduíno lhes negou entrada. Os turcos massacraram os normandos durante a noite, e os homens de Balduíno o culparam por seu destino e massacraram a guarnição seljúcida remanescente. Balduíno se refugiou em uma torre e convenceu seus soldados de sua inocência. Um capitão pirata, Guinemer de Bolonha, navegou pelo rio Barada até Tarso e jurou fidelidade a ele, que contratou os homens dele para guarnecer a cidade enquanto continuava sua campanha.
Enquanto isso, Tancredo havia confiscado a cidade de Mamistra. Balduíno chegou à cidade por volta de 30 de setembro. O normando Ricardo de Salerno queria se vingar por Tarso, causando uma escaramuça entre os soldados de Balduíno e Tancredo. Balduíno deixou Mamistra e se juntou ao exército principal em Marache, mas Pancrácio o convenceu a lançar uma campanha em uma região densamente povoada por armênios e deixou o exército principal em 17 de outubro. Os armênios lhe deram as boas-vindas e a população local massacrou os seljúcidas, conquistando as fortalezas Ravendel e Turbessel antes do final de 1097. Balduíno fez de Pancrácio o governador de Ravendel.
O senhor armênio Teodoro de Edessa enviou emissários a Balduíno no início de 1098, buscando sua ajuda contra os seljúcidas próximos. Antes de partir para Edessa, ordenou a prisão de Pancrácio, acusado de colaboração com os seljúcidas, que foi torturado e forçado a render Ravendel. Balduíno partiu para Edessa no início de fevereiro, sendo assediado no caminho pelas forças de Balduque, emir de Samósata. Ao chegar à cidade, foi bem recebido por Teodoro e pela população cristã local. Notavelmente, foi adotado como filho por Teodoro, que tornou corregente de Edessa. Fortalecido por tropas de Edessa, invadiu o território de Balduque e colocou uma guarnição em uma pequena fortaleza perto de Samósata.
Pouco depois do retorno de Balduíno da campanha, um grupo de nobres locais começou a conspirar contra Teodoro, provavelmente com o consentimento de Balduíno. Um motim estourou na cidade, forçando Teodoro a se refugiar na cidadela. Balduíno prometeu salvar seu pai adotivo, mas quando os manifestantes invadiram a cidadela em 9 de março e assassinaram-no com sua esposa, não fez nada para impedi-los. No dia seguinte, depois que os habitantes da cidade reconheceram Balduíno como seu governante, assumiu o título de conde de Edessa, e assim estabeleceu o primeiro dos Estados cruzados. Embora os bizantinos tivessem perdido Edessa para os seljúcidas em 1087, o imperador não exigiu a entrega da cidade. Além disso, a aquisição de Ravendel, Turbessel e Edessa fortaleceu a posição do principal exército dos cruzados mais tarde em Antioquia. As terras ao longo do Eufrates garantiam o suprimento de alimentos para os cruzados,  e as fortalezas impediam o movimento das tropas seljúcidas.
Como sua força era pequena, Balduíno usou a diplomacia para garantir seu governo em Edessa. Se casou com Arda da Armênia, que mais tarde se tornou a rainha consorte do Reino de Jerusalém, e incentivou seus retentores a se casarem com mulheres locais. O rico tesouro da cidade permitiu-lhe empregar mercenários e comprar Samósata de Balduque. O tratado resultante para a transferência de Samósata foi o primeiro acordo amigável entre um líder cruzado e um governante muçulmano, que permaneceu como governador da cidade.
Uma figura importante no reino no século XII foi Beleque Gazi, neto do ex-governador seljúcida de Jerusalém, Artuque. Beleque teria um pequeno papel nesta história que, como um emir artúquida, contratou Balduíno para reprimir uma revolta em Saruje. Quando os líderes muçulmanos da cidade abordaram Balduque para vir em seu resgate, correu para Saruje, mas logo ficou claro que suas forças não eram capazes de resistir a um cerco e os defensores cederam a Balduíno. Balduíno exigiu a esposa e os filhos de Balduque como reféns e, após sua recusa, o capturou e executou. Com Saruje, Baldwin consolidou o condado e assegurou suas comunicações com o corpo principal dos cruzados. Querboga, o governador de Moçul, sempre em guarda para derrotar os cruzados, reuniu um grande exército para eliminá-lo. Durante sua marcha em direção a Antioquia, Querboga sitiou as muralhas de Edessa por três semanas em maio, mas não conseguiu capturá-la. E seu atraso desempenhou um papel crucial na vitória cruzada em Antioquia.

## Conquista de Antioquia

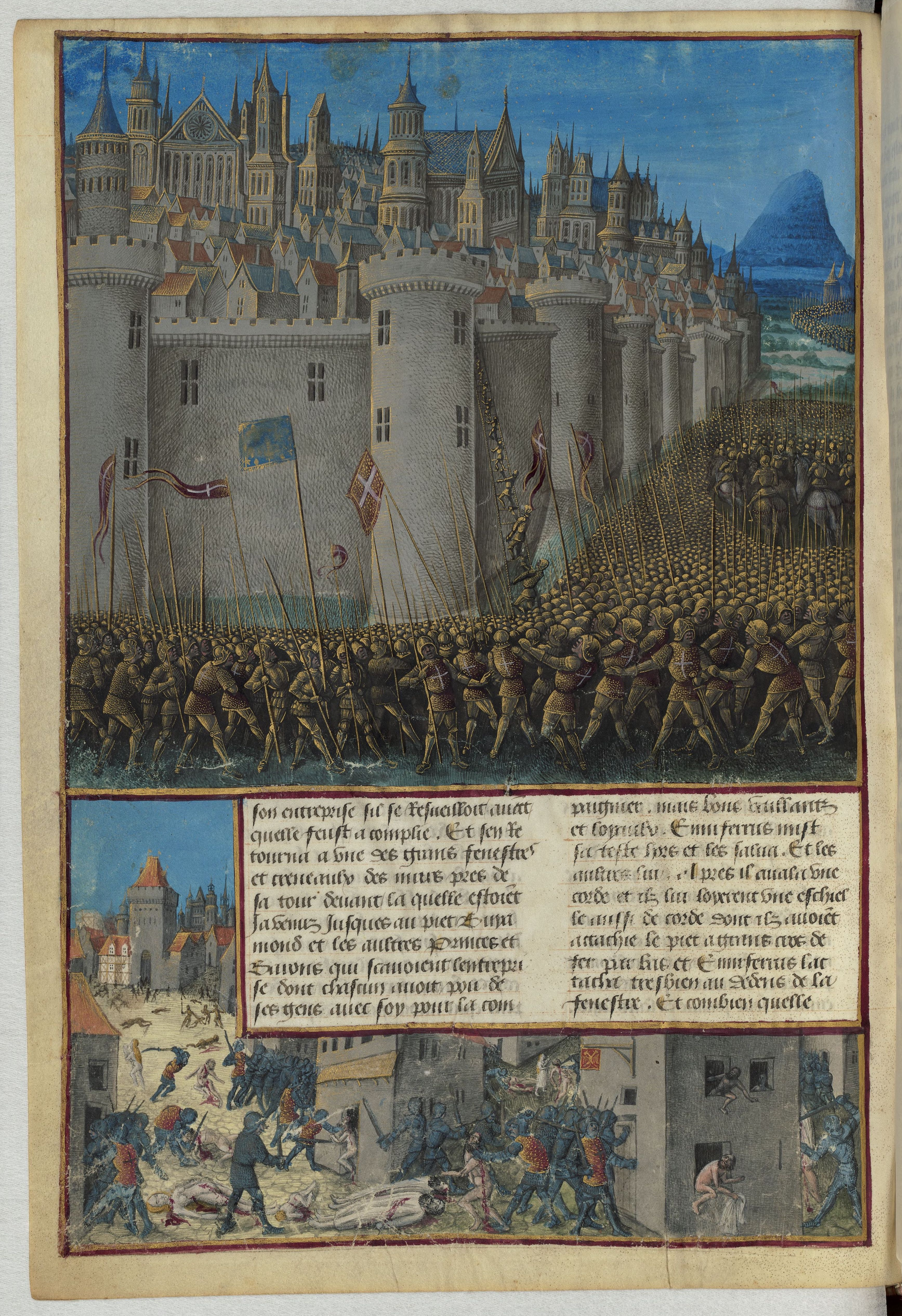
Cerco e subsequente massacre da cidade segundo iluminura de 1474

O exército dos cruzados, sem Balduíno e Tancredo, marchou para Antioquia, situada a meio caminho entre Constantinopla e Jerusalém. Descrita em uma carta de Estêvão de Blois como "uma cidade muito extensa, fortificada com uma força incrível e quase inexpugnável", a ideia de tomar a cidade de assalto foi desanimadora para os cruzados. Na esperança de forçar uma capitulação ou encontrar um traidor dentro da cidade — uma tática que já havia visto Antioquia mudar para o controle dos bizantinos e depois dos turcos seljúcidas — o exército cruzado iniciou um cerco em 20 de outubro de 1097. Antioquia era tão grande que os cruzados não tinham tropas suficientes para cercá-la totalmente e, como resultado, foi capaz de ficar parcialmente abastecida.
Em janeiro, o cerco de oito meses levou centenas, ou possivelmente milhares, de cruzados a morrendo de fome. Ademar acreditava que isso era causado por sua natureza pecaminosa, e rituais de jejum, oração, esmola e procissão eram realizados. Mulheres foram expulsas do campo. Muitos desertaram, incluindo Estêvão II de Blois. Os sistemas de coleta de alimentos amenizaram a situação, assim como os suprimentos de Cilícia e Edessa, através dos portos recentemente capturados de Lataquia e São Simão. Em março, uma pequena frota inglesa chegou com suprimentos. Os franceses se beneficiaram da desunião no mundo muçulmano e da possibilidade de acreditarem erroneamente que os cruzados eram mercenários bizantinos. Os irmãos seljúcidas, Ducaque de Damasco e Raduano de Alepo, despacharam exércitos de ajuda separados em dezembro e fevereiro que, se tivessem sido combinados, provavelmente teriam sido vitoriosos.
Após essas falhas, Querboga levantou uma coalizão do sul da Síria, norte do Iraque e Anatólia com a ambição de estender seu poder da Síria ao Mediterrâneo. Sua coalizão parou primeiro em Saruje. Boemundo persuadiu os outros líderes de que, se Antioquia caísse, a manteria para si e que um comandante armênio de uma seção das muralhas da cidade havia concordado em permitir a entrada dos cruzados. O armênio Firuz ajudou Boemundo e um pequeno grupo a entrar na cidade em 2 de junho e a abrir um portão, quando buzinas soaram, a maioria cristã da cidade abriu os outros portões e os cruzados entraram. No saque, mataram a maioria dos habitantes muçulmanos e muitos gregos, sírios e armênios cristãos na confusão.

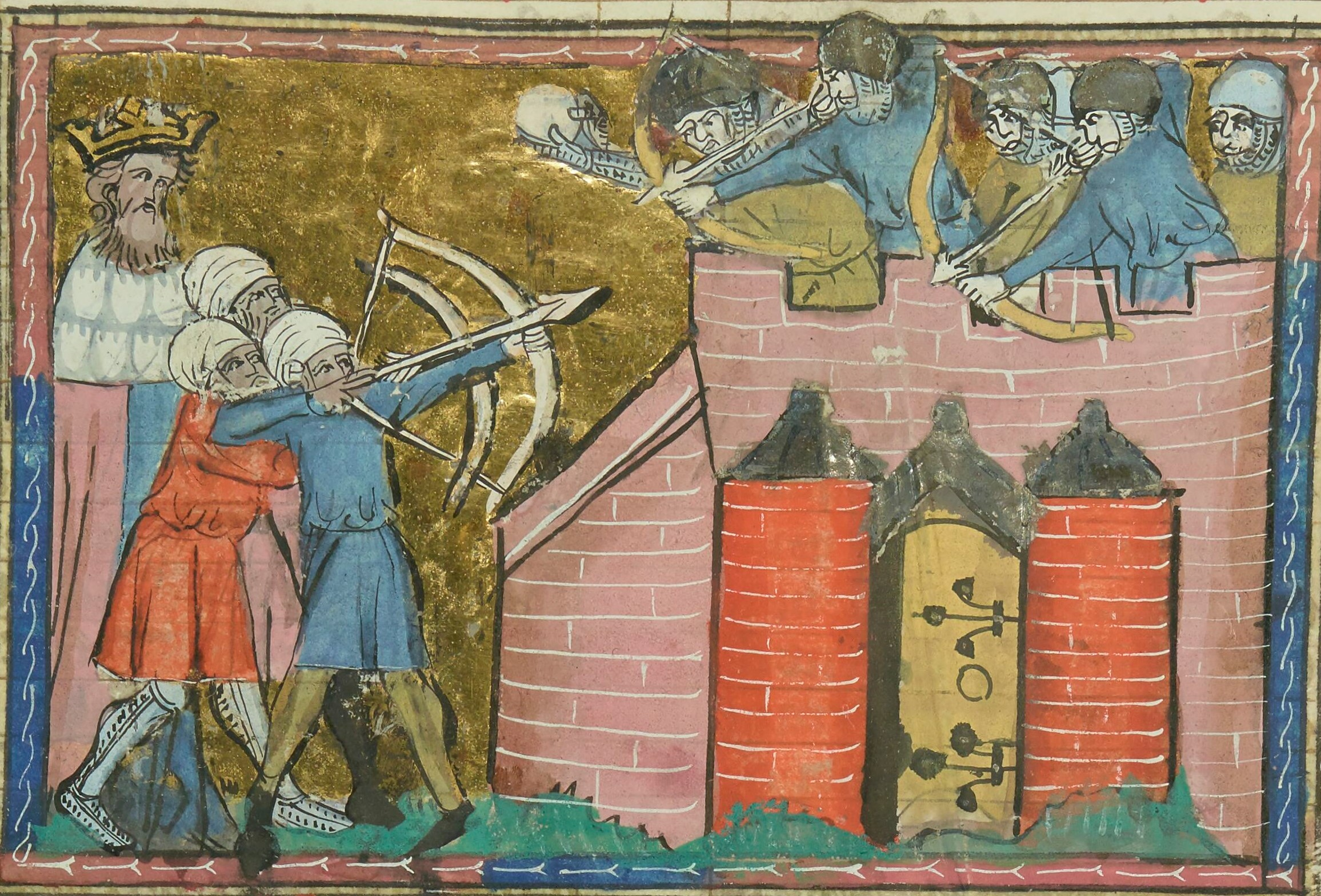
Querboga cercando a cidade em iluminura de 1337

Em 4 de junho, a vanguarda do exército de 40 mil homens de Querboga chegou. Por quatro dias desde 10 de junho, ondas de homens atacaram as muralhas do amanhecer ao anoitecer. Boemundo e Ademar barraram os portões para evitar deserções em massa e conseguiram resistir. Querboga então mudou de tática para tentar matá-los de fome. O moral dentro da cidade estava baixo e a derrota parecia iminente, mas um camponês visionário chamado Pedro Bartolomeu reivindicou que o apóstolo André veio até ele para mostrar a localização da Santa Lança que traspassou Cristo na Vera Cruz. Isso supostamente encorajou os cruzados, mas os relatos são enganosos, pois ocorreram duas semanas antes da batalha final pela cidade. Em 24 de junho, os francos buscaram termos de rendição, que foram recusados. Em 28 de junho de 1098, ao amanhecer, marcharam para fora da cidade em quatro grupos de batalha para enfrentar o inimigo. Querboga permitiu que se preparassem com o objetivo de destruí-los a céu aberto. No entanto, a disciplina do exército muçulmano nã328–333o se manteve e um ataque desordenado foi lançado. Os cruzados superavam em número de dois para um os muçulmanos que atacavam o portão da ponte. Com muitas poucas baixas, o exército muçulmano cedeu e fugiu da batalha.
Estêvão de Blois estava em Alexandreta quando soube da situação em Antioquia. Parecia que a situação deles era desesperadora, então deixou o Oriente Médio e voltou à França. No caminho, avisou Aleixo e seu exército em Filomélio da situação, convencendo-o a voltar. Boemundo queria assumir o controle de Antioquia para si, mas havia alguns problemas que teve que enfrentar primeiro. Raimundo entregar-lhe a cidade, afirmando que ele e outros líderes estariam quebrando seu juramento a Aleixo, que era para dar todas as terras conquistadas ao Império Bizantino. Boemundo argumentou que, devido ao fato de Aleixo não ter vindo em auxílio dos cruzados em Antioquia, o juramento não era mais válido. Enquanto isso, uma praga estourou, matando muitos membros do exército, incluindo Ademar, que morreu em 1.º de agosto. Agora havia ainda menos cavalos do que antes e, pior, os camponeses muçulmanos da região se recusavam a fornecer alimentos. Assim, em dezembro, após o Cerco de Maarate Anumane, a história descreve a primeira ocorrência de canibalismo entre os cruzados. Ao mesmo tempo, os cavaleiros e soldados menores estavam cada vez mais inquietos e ameaçavam continuar para Jerusalém sem seus líderes contenciosos. Finalmente, no início de 1099, a marcha recomeçou, e Raimundo decidiu deixar Boemundo para trás como príncipe de Antioquia.

## De Antioquia a Jerusalém
Descendo a costa do Mediterrâneo, os cruzados encontraram pouca resistência, pois os governantes locais preferiam fazer as pazes com eles e fornecer-lhes suprimentos em vez de lutar. Os cruzados receberam permissão para negociar nos mercados de Xaizar e Homs, onde obtiveram suprimentos, bem como se beneficiaram dos estoques de algumas cidades pelas quais passaram, como Rafaneia, que alegadamente estava abandonada quando chegaram. A marcha foi mais lenta do que antes, sobretudo após as penúrias ocorridas em Maarate Anumane, dando tempo às tropas se recuperarem enquanto progrediam. Mais que isso, para proteger seus suprimentos de bandidos muçulmanos, Raimundo ficou encarregado de proteger a retaguarda, enquanto Roberto II da Normandia, Tancredo de Pedro de Narbona defenderam a vanguarda. Ao alcançarem a cordilheira costeira da Síria, que separa o vale fértil do rio Orontes, onde fica Antioquia, e a costa, os cruzados optaram por seguir marcha pela costa, ainda que Jerusalém ficasse no interior, para que pudessem usar o apoio naval fornecido pelo Império Bizantino e os cruzados que estavam em Antioquia através dos navios de Gênova, Veneza e Inglaterra. Seguir essa rota também evitaria a necessidade de confrontar Damasco, que era uma das maiores cidades muçulmanas do Oriente Médio.
Quando passavam pelo fértil vale do Beca em janeiro, entre as atuais Síria e Líbano, foram atacados pela pequena guarnição do dito Forte dos Curdos (Ḥoṣn al-Akrād), cuja agressão foi respondia no dia seguinte por um ataque frontal conduzido por Raimundo. O avanço inimigo causou pânico na guarnição, e quando os cruzados alcançaram a fortificação, a encontraram vazia e cheia de suprimentos. Este sítio, uma década depois, seria reconstruído e tornar-se-ia a afamada Fortaleza dos Cavaleiros. A vitória sobre a fortaleza, que era tida pelos locais como impenetrável, provocou comoção entre as lideranças muçulmanas. O emir de Homs rapidamente confirmou seu acordo com Raimundo, enviando presentes na forma de cavalos e ouro, e o emir de Trípoli Jalal Almulque Ali ibne Maomé, uma das maiores cidades costeiras ao sul, igualmente se impressionou. Apesar disso, Raimundo estava ciente de que prosseguir a marcha com a força que dispunha consigo, que não excedia 5 mil cavaleiros, poderia ser potencialmente perigoso sem o apoio dos demais nobres francos que ficaram para trás em Antioquia. Em 14 de fevereiro, quando já avizinhava Trípoli, optou por interromper seu progresso e cercar Arca. Utilizando estratagemas e ataques pontuais, assegurou o domínio dos portos de Tortosa e Margate, e a rendição de vários assentamentos interioranos, mas custou a conseguir a capitulação de seu alvo. A guarnição recusava-se a ceder e, com o emprego de lançadores de projéteis, causou baixas nos cruzados, incluindo Ponce de Balazun e Anselmo de Ribemonte.
Enquanto isso, Godofredo e Roberto II de Flandres juntaram-se aos cruzados restantes e começaram sua marcha em meados do mês. Em 1 de março, Boemundo acompanhou os demais até Lataquia, mas rapidamente retornou a Antioquia para consolidar seu governo contra o avanço dos bizantinos. Seguindo viagem, decidiram sitiar a cidade costeira de Jabala. No começo de abril, Pedro de Narbona os alcançou de Arca trazendo uma mensagem urgente de Raimundo pedindo ajuda. Segundo relatou, os seljúcidas reuniram um exército em Baguedade e estavam se preparando para atacá-lo. É provável que a ameaça tenha sido inventada por Raimundo para convencê-los a seguir seu curso e ajudá-lo, o que surtiu efeito. Com a chegada de novos combatentes, e o prosseguimento do cerco, os líderes muçulmanos locais, inclusive o emir de Trípoli, continuaram mandando subornos para evitar um ataque cruzado, o que teria criado uma espécie de rede de abastecimento muito rentável. Isso, contudo, logo ruiria quando as lideranças muçulmanas deram-se conta da extorsão a qual estavam se sujeitando. Outro revés para o empreendimento de Raimundo foi a contestação da autoridade de Pedro Bartolomeu, o suposto descobrir da Santa Lança em Antioquia, que desde a morte do legado Ademar foi colocado, com apoio de Raimundo, na posição de liderança espiritual da cruzada. Em 8 de abril de Arnulfo de Chocques publicamente o desafio a uma provação de fogo. Pedro passou pela provação e morreu após dias de agonia por causa de seus ferimentos, o que desacreditou a Lança Sagrada como uma farsa.
Em 10 de abril, embaixadores bizantinos alcançaram Arca e questionaram Raimundo dos motivos pelos quais deixou Boemundo reter Antioquia, sem o consentimento de Aleixo, se isso feria os juramentos dos cruzados antes da expedição iniciar. Já fragilizado pela morte de Pedro Bartolomeu, Raimundo optou por ouvir os demais cruzados e levantar o cerco em 13 de maio, sem alcançar o objetivo de conquistar a cidade, para rumar em direção a Jerusalém. Os fatímidas haviam recapturado Jerusalém dos seljúcidas no ano anterior e tentaram fazer um acordo com os cruzados, prometendo liberdade de passagem a todos os peregrinos para a Terra Santa com a condição de que não avançassem para seus domínios, mas isso foi rejeitado. O fatímida Ifeticar Adaulá era governador de Jerusalém e estava bem ciente das intenções deles. Portanto, expulsou todos os habitantes cristãos de Jerusalém. Também envenenou a maioria dos poços na área. Em 13 de maio, os cruzados chegaram a Trípoli, onde Jalal Almulque forneceu cavalos ao exército dos cruzados e jurou se converter ao cristianismo se os cruzados derrotassem os fatímidas. Continuando ao sul ao longo da costa, passaram por Beirute em 19 de maio e Tiro em 23 de maio. Seguindo para o interior em Jafa, em 3 de junho chegaram a Ramla, que havia sido abandonada por seus habitantes. O bispado de Ramla-Lida foi estabelecido ali na Igreja de São Jorge antes de seguirem para Jerusalém. Em 6 de junho, Godofredo enviou Tancredo e Gastão IV de Bearne para capturar Belém, onde Tancredo ergueu sua bandeira sobre a Igreja da Natividade. Em 7 de junho, chegaram a Jerusalém. Muitos cruzados choraram ao ver a cidade que haviam viajado tanto para alcançar.

## Conquista de Jerusalém

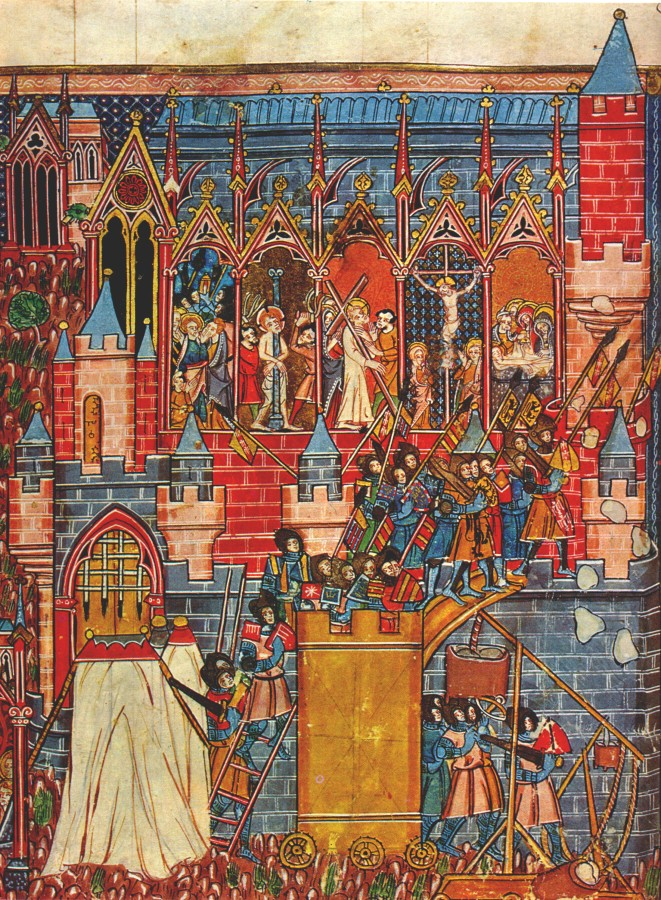
Cerco segundo uma iluminura do século XIV

A chegada dos cruzados a Jerusalém revelou uma região árida, com falta de água ou alimentos. Não havia perspectiva de alívio, mesmo temendo um ataque iminente dos governantes fatímidas locais. Não havia esperança de tentar bloquear a cidade como fizeram em Antioquia; os cruzados não tinham tropas, suprimentos e tempo suficientes. Em vez disso, resolveram tomar a cidade de assalto. Podem ter ficado com pouca escolha, já que na época em que o exército chegou a Jerusalém, estima-se que apenas cerca de 12 000 homens, incluindo 1 500 de cavalaria, permaneceram. Assim começou o cerco decisivo. Esses contingentes, compostos de homens de origens e lealdades diferentes, também estavam se aproximando de outro declínio em sua camaradagem. Enquanto Godofredo e Tancredo acampavam ao norte da cidade, Raimundo acampava ao sul. Além disso, o contingente provençal não participou do ataque inicial em 13 de junho de 1099. Este primeiro ataque foi talvez mais especulativo do que determinado e, após escalar o muro externo, os cruzados foram repelidos no muro interno.
Após o fracasso do ataque inicial, uma reunião entre os vários líderes foi organizada na qual foi acordado que um ataque mais planejado seria necessário no futuro. Em 17 de junho, um grupo de marinheiros genoveses comandados por Guilherme Embriaco chegou a Jafa e forneceu aos cruzados engenheiros qualificados e, talvez mais criticamente, suprimentos de madeira (retirada dos navios) para construir máquinas de cerco. O moral dos cruzados aumentou quando o padre Pedro Desidério afirmou ter tido uma visão divina de Ademar, instruindo-os a jejuar e, em seguida, marchar em procissão descalça ao redor das muralhas, após o que a cidade cairia, seguindo os princípios bíblicos história da batalha de Jericó. Depois de um jejum de três dias, em 8 de julho, os cruzados realizaram a procissão conforme as instruções de Desidério, terminando no Monte das Oliveiras, onde Pedro, o Eremita pregou para eles, e logo depois as várias facções briguentas chegaram a um reaproximação pública. A notícia chegou logo depois que um exército de ajuda fatímida partiu do Egito, dando aos cruzados um incentivo muito forte para fazer outro ataque à cidade.

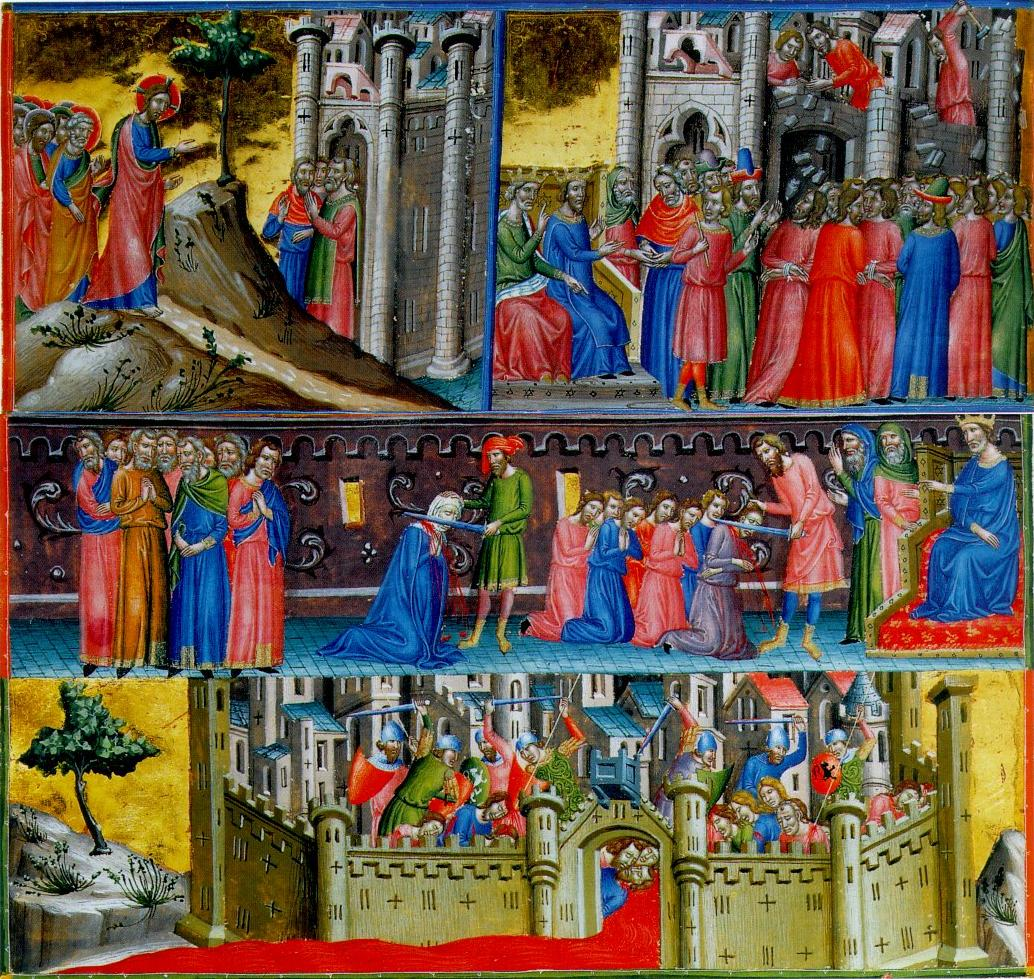
Miniatura do século XI/XIV sobre a captura da cidade e o subsequente massacre cruzado

O ataque final a Jerusalém começou em 13 de julho. As tropas de Raimundo atacaram o portão sul enquanto os outros contingentes atacaram o muro norte. Inicialmente, os provençais no portão sul fizeram pouco progresso, mas os contingentes no muro norte se saíram melhor, com um desgaste lento mas constante da defesa. Em 15 de julho, um empurrão final foi lançado em ambas as extremidades e, finalmente, a muralha interna da muralha norte foi capturada. No pânico que se seguiu, os defensores abandonaram as muralhas em ambas as extremidades, permitindo que os cruzados finalmente entrassem. O massacre que se seguiu à captura atingiu particular notoriedade, como "justaposição de extrema violência e fé angustiada". Os relatos de testemunhas oculares dos próprios cruzados deixam poucas dúvidas de que houve uma grande matança. No entanto, alguns historiadores propõem que a escala do massacre foi exagerada em fontes medievais posteriores.
Após o ataque bem-sucedido ao muro norte, os defensores fugiram para o Monte do Templo, perseguidos por Tancredo e seus homens. Chegando antes que os defensores pudessem proteger a área, os homens de Tancredo atacaram o precinto, massacrando muitos dos defensores, com o restante se refugiando na mesquita de Al-Aqsa. Tancredo então interrompeu a matança, oferecendo aos que estavam na mesquita sua proteção. Quando os defensores do muro sul ouviram sobre a queda do muro norte, fugiram à cidadela, permitindo que Raimundo e os provençais entrassem na cidade. Ifeticar Adaulá, o comandante da guarnição, fez um acordo com Raimundo, entregando a cidadela em troca de uma passagem segura para Ascalão. A matança continuou pelo resto do dia; muçulmanos foram mortos indiscriminadamente e judeus que se refugiaram em sua sinagoga morreram quando foi incendiada pelos Cruzados. No dia seguinte, os prisioneiros de Tancredo na mesquita foram massacrados. No entanto, é claro que alguns muçulmanos e judeus da cidade sobreviveram, fugindo ou sendo feitos prisioneiros para serem resgatados. A Carta dos anciãos caraítas de Ascalão fornece detalhes sobre os judeus fazendo grandes esforços para resgatar esses prisioneiros judeus e enviá-los à segurança em Alexandria. A população cristã oriental da cidade foi expulsa antes do cerco pelo governador e, portanto, escapou do massacre.

## Estabelecimento do Reino de Jerusalém

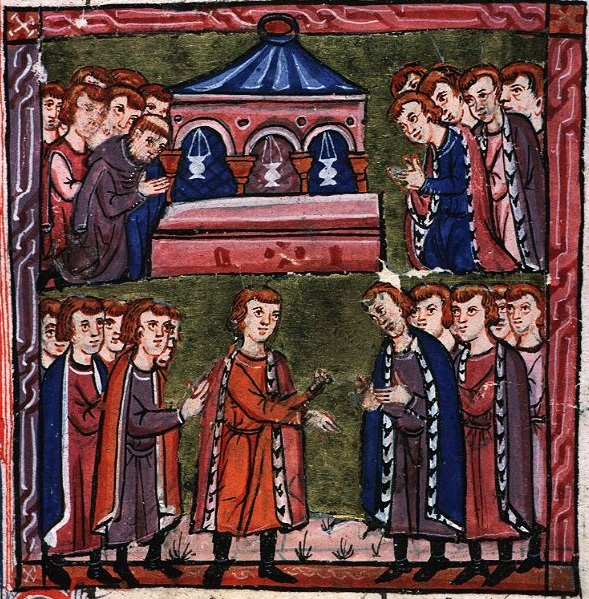
Eleição de Godofredo como Protector do Santo Sepulcro em iluminura do século XIII

Em 22 de julho, um concílio foi realizado na Igreja do Santo Sepulcro para estabelecer o governo de Jerusalém. A morte do patriarca grego significava que não havia nenhum candidato eclesiástico óbvio para estabelecer um senhorio religioso, como sustentava parte dos presentes. Embora Raimundo pudesse reivindicar ser o preeminente líder da cruzada de 1098, seu apoio havia diminuído desde suas tentativas fracassadas de sitiar Arca e criar seu próprio reino. Pode ter sido por isso que recusou piedosamente a coroa, alegando que só poderia ser usada por Cristo. Também pode ter sido uma tentativa de persuadir outros a rejeitar o título, mas Godofredo já estava familiarizado com essa posição.
Provavelmente mais convincente foi a presença do grande exército de Lorena, liderado por ele e seus irmãos, Eustácio e Balduíno, vassalos da dinastia de Ardenas-Bulhão. Portanto, Godofredo foi eleito Defensor do Santo Sepulcro (Advocatus Sancti Sepulchri) e assumiu o poder secular. Raimundo, indignado com este acontecimento, tentou apoderar-se da Torre de Davi antes de deixar a cidade. Enquanto o Reino de Jerusalém permaneceria até 1291, a cidade foi perdida para os muçulmanos sob o governo de Saladino em 1187, como resultado da decisiva Batalha de Hatim. A história de Jerusalém registraria o domínio muçulmano por 40 anos, retornando finalmente ao controle cristão após uma série de Cruzadas posteriores.

## Batalha de Ascalão e rescaldo

Estados cruzados em 1135

Em agosto de 1099, o vizir fatímida Lavendálio desembarcou uma força de 20 000 norte-africanos em Ascalão. Godofredo e Raimundo marcharam para enfrentar essa força em 9 de agosto com uma força de apenas 1 200 cavaleiros e 9 000 infantes. Em desvantagem de dois para um, os francos lançaram um ataque surpresa ao amanhecer e derrotaram a força muçulmana superconfiante e despreparada. A oportunidade foi perdida, no entanto, pois uma disputa entre Raimundo e Godofredo impediu uma tentativa da guarnição da cidade de se render ao mais confiável Raimundo. Os cruzados obtiveram uma vitória decisiva, mas a cidade permaneceu em mãos muçulmanas e uma ameaça militar ao reino nascente.
No rescaldo, a maioria dos cruzados agora considerava sua peregrinação concluída e voltava para casa. Apenas 300 cavaleiros e 2 000 infantes permaneceram para defender a Palestina. Foi o apoio dos cavaleiros de Lorena que permitiu a Godofredo assumir a liderança secular de Jerusalém, sobre as reivindicações de Raimundo. Quando morreu, um ano depois, esses mesmos lorenos frustraram o legado papal Dagoberto de Pisa e seus planos de fazer de Jerusalém uma teocracia e, em vez disso, fizeram de Balduíno o primeiro rei latino de Jerusalém. Boemundo voltou à Europa para lutar contra os bizantinos da Itália, mas foi derrotado em 1108 em Dirráquio. Após a morte de Raimundo, seus herdeiros capturaram Trípoli em 1109 com o apoio genovês. As relações entre os recém-criados do Condado de Edessa e o Principado de Antioquia eram variáveis. Lutaram juntos na derrota dos cruzados na Batalha de Harã em 1104, mas os antioquenos reivindicaram a suserania e bloquearam o retorno de Balduíno II de Jerusalém após sua captura na batalha. Os francos tornaram-se totalmente engajados na política do Oriente Próximo e o resultado foi que muçulmanos e cristãos frequentemente lutavam entre si. A expansão territorial de Antioquia terminou em 1119 com uma grande derrota para os turcos na Batalha do Campo de Sangue.
Muitos haviam voltado para casa antes de chegar a Jerusalém e muitos nunca haviam saído da Europa. Quando o sucesso da cruzada se tornou conhecido, essas pessoas foram ridicularizadas e desprezadas por suas famílias e ameaçadas de excomunhão pelo papa. De volta à sua casa na Europa Ocidental, aqueles que sobreviveram para chegar a Jerusalém foram tratados como heróis. Roberto II de Flandres foi apelidado de Hierosolimitano graças às suas façanhas. Entre os participantes da posterior Cruzada de 1101 estavam Estêvão de Blois e Hugo I de Vermandois, ambos os quais voltaram para casa antes de chegarem a Jerusalém. Esta força cruzada foi quase aniquilada na Ásia Menor pelos seljúcidas, mas os sobreviventes ajudaram a reforçar o reino após a sua chegada a Jerusalém.
Há evidências escritas limitadas da reação islâmica que datam de antes de 1160, mas o que há indica que a cruzada mal foi notada. Isso pode ser o resultado de um mal-entendido cultural no sentido de que os turcos e árabes não reconheciam os cruzados como guerreiros de motivação religiosa em busca de conquista e colonização, presumindo que os cruzados fossem apenas os últimos em uma longa linha de mercenários bizantinos. Além disso, o mundo islâmico permaneceu dividido entre governantes rivais no Cairo, Damasco, Alepo e Baguedade. Não houve contra-ataque pan-islâmico, dando aos cruzados a oportunidade de se consolidarem.

## Ordens militares
Pouco depois do estabelecimento dos estados cruzados, foram criadas ordens militares: os Hospitalários em 1113 e os Templários em 1118, na maioria de origem franca; e os Teutónicos de origem germânica. De forma a proteger os territórios cristãos, os líderes dos estados cruzados atribuíram-lhes o domínio de diversas fortalezas na Terra Santa.